# 黄鲫
黄鲫（学名：Setipinna tenuifilis）为輻鰭魚綱鯡形目鳀科黄鲫属的鱼类，俗名毛扣、婆迹、鸡毛、毛鱼。分布于印度、缅甸、泰国、越南、印度尼西亚、朝鲜以及中国沿海等，一般生活于近海生活，體長可達22公分，可做為食用魚。该物种的模式产地在Ponicherry、马六甲。

## 外部連結
- 黄鲫的圖片[]